# Asspen
Asspen is aflevering #603 van de animatieserie South Park. In Amerika werd de aflevering voor het eerst uitgezonden op 13 maart 2002. Het thema van de film is opdringerige timesharing verkopers in toeristenoorden (gebaseerd op een werkelijke ervaring van Trey Parker), terwijl sportfilms worden geparodieerd en gerefereerd wordt aan verschillende films uit de jaren '80, zoals  Hot Dog... The Movie, Ski School, Ski Patrol, Aspen Extreme, Total Recall, Pet Sematary and Better off Dead.

## Plot
De ouders van Butters zijn zo opgetogen dat Butters nu vrienden heeft, dat ze voorstellen een lang weekend met zijn allen naar Aspen te gaan. Er is een voordelig aanbod van een time-share onderneming: een weekend gratis in een hotel in Aspen, skipassen, en het enige dat ze daarvoor moeten doen is een presentatie van een half uur aanhoren.
Cartman, Kyle en Stan zijn ondertussen niet al te enthousiast over Butters, en vooral Cartman haalt telkens grappen met hem uit terwijl hij slaapt. Zo plast hij over Butters heen (een misinterpretatie van het broodjeaapverhaal dat je een slapend persoon in zijn bed kan laten plassen door zijn hand in water te dompelen), en geeft hij Butters een 'stinky Hitler' door een 'Hitlersnor' van poep op diens bovenlip te maken (Dirty Sanchez). Deze grap herhaalt Cartman ook in Aspen uit en de altijd naïeve Butters begrijpt maar niet waarom het overal zo stinkt. Cartman zegt dat het plaatsje niet voor niets Asspen heet.
De ouders worden door de time-share verkopers meteen naar een vergaderzaal gebracht en hier blijkt het verkooppraatje heel wat langer dan een half uur te duren: telkens is er weer iets anders dat de verkopers per se moeten vertellen. Als ze uiteindelijk mogen gaan blijkt dat zelfs de skilift die ze met hun speciale skipassen mogen gebruiken, terug leidt naar de vergaderzaal. Het hele weekend worden ze 'vastgehouden' en wanneer ze proberen weg te lopen leidt iedere deur terug naar de vergaderzaal. Zelfs de politie speelt met de time-share verkopers onder een hoedje en de ouders worden net zo lang bewerkt tot ze een time-share appartement nemen.
Stan wordt ondertussen uitgedaagd door Tad, een verwaande oudere skiër, en net zo lang getreiterd tot hij de uitdaging voor een wedstrijd aanneemt. Deze verliest de onervaren Stan natuurlijk, en die avond in een jeugdhonk gaat Tad door met treiteren, totdat Stan een rematch accepteert op de meest gevaarlijke en vervloekte berg van Aspen. Bovendien wordt afgesproken dat Tads vader het jeugdhonk niet laat wegbuldozeren als Stan wint. Tad heeft in de wedstrijd de daaropvolgende dag al direct een voorsprong maar dat is niet genoeg: hij zet vallen uit voor Stan. Stan is echter zo traag dat de vallen hem niet of nauwelijks hinderen. Wanneer een meisje van het jeugdhonk haar bovenlijf ontbloot voor Tad blijft deze verdwaasd staan staren en kan Stan de wedstrijd winnen. Achteraf blijkt dat het niet de borsten van het meisje waren die Tad choqueerden: in plaats van borsten heeft ze mutanten op haar bovenlichaam zoals Mr. Kuato in Total Recall.
De jongens zijn tot de conclusie gekomen dat ze skiën maar stom vinden maar de ouders vertellen ze dat ze ieder jaar met wintersport gaan: omdat de ouders nu allemaal een time-share appartement hebben, moeten ze ieder jaar terugkeren naar Aspen om ervan te kunnen genieten.